# Деклараторија
Деклараторија, односно Деклараторни рескрипт илирске нације (лат. Rescriptum Declaratorium Illyricae Nationis) је закон о уређењу српске цркве у карловачкој митрополији. Издала га је царица Марија Терезија 16/7 1779, под именом Rescriptum Declaratorium Illyricae Nationis.
Цео унутрашњи и спољни живот карловачке митрополије, готово читав век, заснивао се само на привилегијима аустријских царева, на општим канонским прописима, изложеним у Крмчији, и на вековима утврђеном обичајном праву српске цркве. Неке посебне уредбе или закона није било. Синоди и црквено-народни сабори нису успели да их донесу. Стога је министарство за српске послове на аустријском двору, тзв. илирска дворска депутација, то предузела сама и у државном интересу среди како грађанске, тако и црквено-правне односе аустроугарских Срба. Царском комесару на српском народно-црквеном сабору у Карловцима 1769. наређено је да упути народне представнике да пре избора митрополита расправе о свим важнијим питањима црквено-народног живота и да донесу закон о уређењу српске цркве у карловачкој митрополији. Сабор је приступио расправљању, али је државна власт успела да у свом интересу створи сукоб између народних представника и епископата, тако да коначно формулисан закон није могао бити донет на сабору. Илирска дворска депутација употребила је ту прилику, и на основу саборских расправа, привилегија и обичајног права српске цркве донела је збирку одредби и наредби према својим тенденцијама о реформи црквено-народног устројства митрополије карловачке. Царица Марија Терезија потврдила је ту збирку 27/9 1770. као Regulamentum privilegiorum или тзв. први регуламенат.
Та је збирка узбудила аустријске Србе, кад се су сазнали за њу, јер су многи закључци сабора били сасвим измењени и народне повластице тешко окрњене. Народно незадовољство присилило је државну власт, да повуче ту уредбу и архијерејском синоду поднесе на мишљење предлог за основу нове уредбе. Синод је учинио своје примедбе, али влада није усвојила те примедбе, већ је 2/1 1777. издала нови регуламенат, који је још већма узрујао Србе, тако да је и крв пала. Стога је укинуто министарство за српске послове и сви су Срби поново потчињени дворском ратном савету и угарској дворској канцеларији, а регуламенат повучен и уместо њега донесена је Деклараторија. Срби су били присиљени да приме тај закон, и ако су њиме биле знатно окрњене или сасвим поништене многе повластице и права српске цркве и народа под аустроугарском влашћу. Деклараторија је нормирала црквено-народни живот у карловачкој митрополији све до тзв. краљевског рескрипта од 1868, који је замијенио Деклараторију.